# Stockholms Urmakare-Ämbete
Stockholms Urmakare-Ämbete, SUÄ, bildades 1695. Andreas Fredman valdes 1725 till ålderman (ordförande). De mest kända urmakarna är nog hans son Jean Fredman besjungen av Bellman i hans epistlar och Petter Ernst.
SUÄ finns fortfarande kvar som urmakareförening (skrå), verksam i Stockholm. Föreningen har varit verksam hela tiden men har haft ett par namnbyten (exepelvis Stockholms Urmakare Societet).
Ålderman är Jonas Hultgren